# Rokytnice v Orlických horách (stacja kolejowa)
Rokytnice v Orlických horách (czeski: Železniční stanice Rokytnice v Orlických horách) – stacja kolejowa w miejscowości Rokytnice v Orlických horách, w kraju hradeckim, w Czechach. Położona jest blisko polskiej granicy. Znajduje się na wysokości 650 m n.p.m.
Na stacji nie ma możliwości zakupu biletu, a obsługa podróżnych odbywa się w pociągu.

## Linie kolejowe
- 023 Doudleby nad Orlicí - Rokytnice v Orlických horách